# 克拉斯卡
51°34′56″N 24°18′56″E / 51.58222°N 24.31556°E
克拉斯卡（烏克蘭語：Краска），是烏克蘭的村落，位於該國西部沃倫州，由科韋利區負責管轄，始建於1783年，面積0.6平方公里，海拔高度159米，2001年人口390，人口密度每平方公里647.84人。